# Euphorbia marayensis
Euphorbia marayensis là một loài thực vật có hoa trong họ Đại kích. Loài này được Subils mô tả khoa học đầu tiên năm 1975.